# 住吉東町

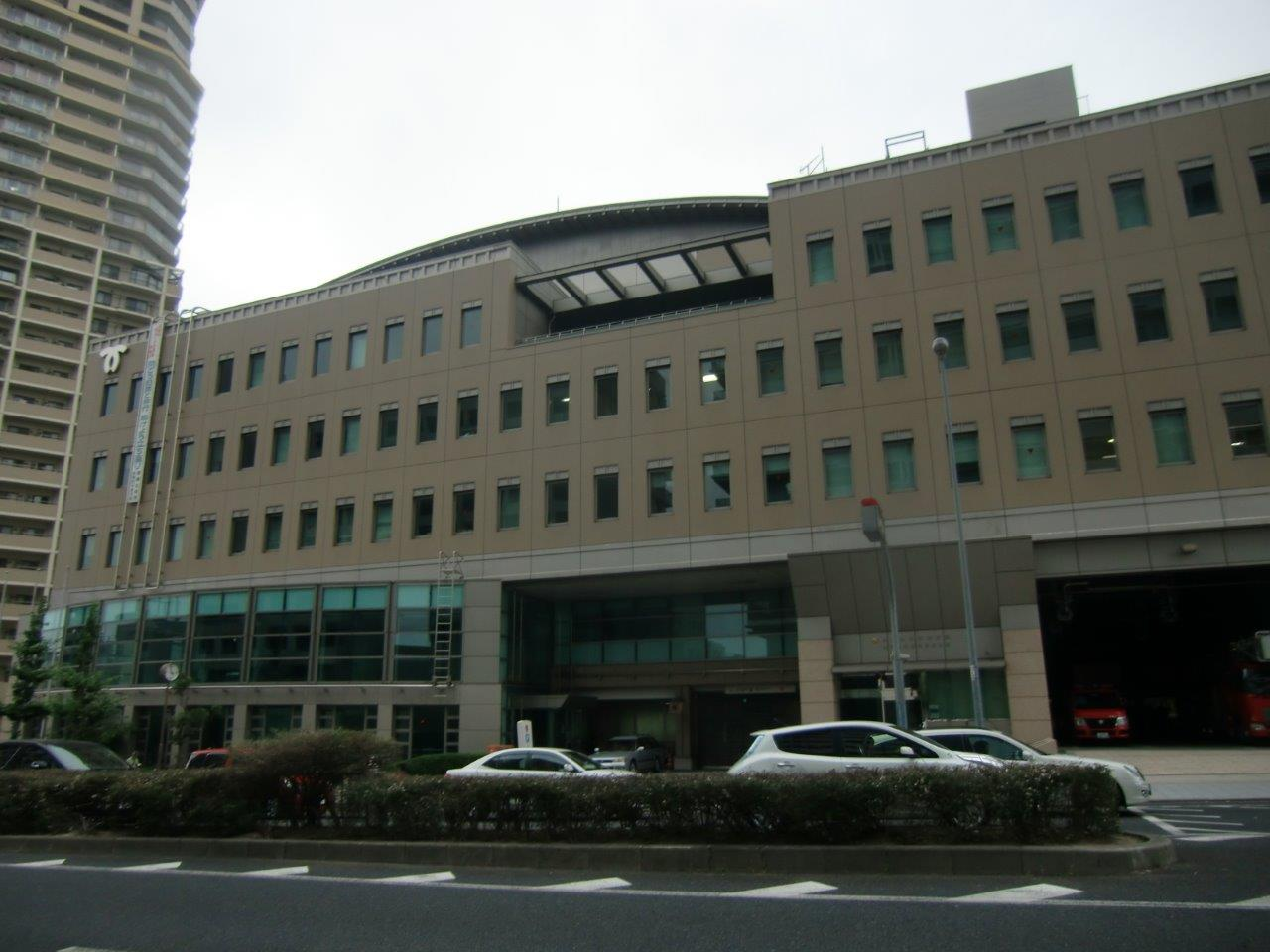
東灘区役所（五丁目）。国道2号に面し、庁舎には東灘消防署が併設されている。

住吉東町（すみよしひがしまち）は、兵庫県神戸市東灘区の町名の一つで、旧・住吉村域（住吉地区）のうち、北をJR東海道本線で住吉本町と、南を旧・魚崎町との村界を以って魚崎西町と、西を住吉幹線で住吉宮町と隔てられた範囲で、住吉川の対岸は国道2号以北が田中町、以南が国道2号に近い順から甲南町（1本南側の道路まで）・魚崎北町（魚崎小学校北沿いの道路まで）・魚崎中町（それより南）と、それぞれ隣接する。1～5丁目までがあり、東部の反高林と呼ばれる自然堤防のうち鳴尾御影線以南が1丁目、鳴尾御影線と国道2号の間が2丁目、西部の吉田地区で鳴尾御影線以南が3丁目、以北が4丁目、両地区の国道2号以北が5丁目である。
昭和44年（1969年）6月1日に住吉町古新田・鬼塚・獺川・道ノ下・宮東の各字が住吉東町1～5丁目として住居表示を実施し、翌昭和45年（1970年）6月1日に住吉町反高林の国鉄線以南がこれに編入された。
平成17年国勢調査（2005年10月1日現在）における世帯数は1,810、人口4,075で内男性1,942人・女性2,133人。

## 町名の変遷
| 昭和25年4月1日                               | 昭和37年9月5日 | 昭和44年6月1日 | 昭和45年6月1日 |
| -------------------------------------------- | -------------- | -------------- | -------------- |
| 住吉町鬼塚                                   | 住吉町鬼塚     |                | 住吉東町一丁目 |
| 住吉町反高林（一部）                         |                |                | 住吉東町一丁目 |
|                                              |                |                | 住吉東町一丁目 |
| 住吉町古新田                                 |                |                | 住吉東町一丁目 |
|                                              | 住吉東町二丁目 |                |                |
| 住吉町反高林（一部）                         |                |                |                |
| 住吉町鬼塚                                   | 住吉町鬼塚     |                | 住吉東町三丁目 |
| 住吉町獺川                                   |                |                | 住吉東町三丁目 |
| 住吉町道ノ下                                 |                |                | 住吉東町四丁目 |
| 住吉町恋野（東半、住吉町泉になる部分を除く） |                |                | 住吉東町四丁目 |
| 住吉町大蔵                                   |                |                | 住吉東町四丁目 |
| 住吉町宮東                                   | 住吉町宮東     |                | 住吉東町五丁目 |
| 住吉町反高林（一部）                         |                |                | 住吉東町五丁目 |

## 施設

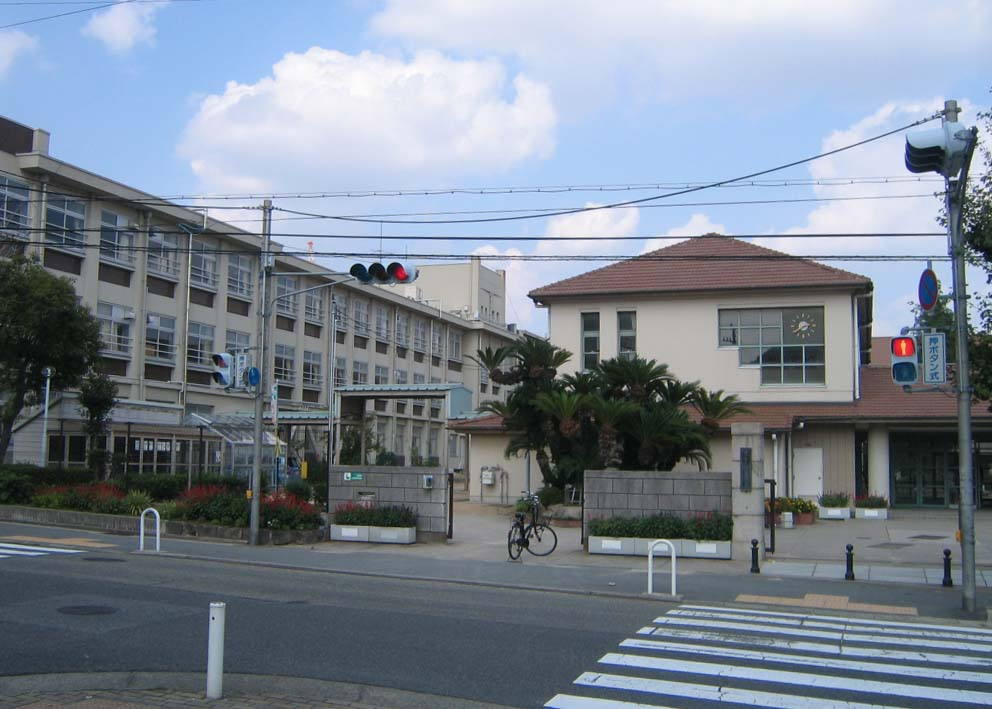
神戸市立住吉小学校（四丁目）

- 倚松庵（旧谷崎潤一郎邸。一丁目）
- 東灘郵便局（二丁目）
- 神戸市立東灘図書館（二丁目）
- 六甲砂防事務所（三丁目）
- 神戸市立住吉小学校（四丁目）
- 東灘区役所・東灘消防署（五丁目）
- 区民センターうはらホール（五丁目）